# Bellacourt Military Cemetery
Bellacourt Military Cemetery is een Britse militaire begraafplaats met gesneuvelden uit de Eerste Wereldoorlog, gelegen in de Franse gemeente Rivière (Pas-de-Calais). De begraafplaats werd ontworpen door Edwin Lutyens en ligt 850 m ten westen van het centrum (Sint-Vedastuskerk). Ze heeft een onregelmatig grondplan met een oppervlakte van 3.582 m² en wordt omsloten door een natuurstenen muur. Achteraan, tegen de noordelijke muur, staan op een verhoogd platform met twee niveaus en een 24-tal traptreden hoog het Cross of Sacrifice en de Stone of Remembrance geflankeerd door twee rustbanken.  
De begraafplaats wordt onderhouden door de Commonwealth War Graves Commission.
Er worden 433 doden herdacht waaronder 1 niet geïdentificeerde.

## Geschiedenis
De begraafplaats werd in oktober 1914 gestart door Franse troepen en werd verder gebruikt door de 46th (North Midland), 55th (West Lancashire), 58th (London), 49th (West Riding) en andere divisies. Later ook door het Canadian Corps van februari 1916 tot september 1918. Het Franse perk werd in 1923 uitgebreid door concentratie van graven uit andere begraafplaatsen. De 16 Amerikaanse slachtoffers van juli en augustus 1918 zijn naar een andere begraafplaats verplaatst. 
Onder de geïdentificeerde doden zijn er 259 Britten en 173 Canadezen. Er liggen ook 117 Fransen begraven.

## Graven

### Onderscheiden militairen
- Bertie Christopher Butler Tower, majoor bij de Royal Fusiliers en B.E. Nicholls, kapitein bij de Canadian Infantry werden tweemaal onderscheiden met het Military Cross (MC and Bar).
- majoor Bernard Charles Tennent en kapitein Raymond Brewitt-Taylor beiden van het Royal Army Medical Corps; Gilbert Edgar Adamson, luitenant bij het Middlesex Regiment, Oswald Nelson Mash, luitenant bij de Royal Field Artillery en Bruce Lorence Capell, onderluitenant bij de Royal Garrison Artillery werden onderscheiden met het Military Cross (MC).
- W. Burt, compagnie sergeant-majoor bij het Middlesex Regiment werd onderscheiden met de Distinguished Conduct Medal (DCM).
- nog 12 militairen ontvingen de Military Medal (MM).

### Minderjarige militairen
- Robert John Hoover, soldaat bij de Canadian Infantry en William Ritchie, soldaat bij de King's Own (Royal Lancaster Regiment) waren slechts 17 jaar toen ze sneuvelden.

### Alias
- soldaat Lionel Hanneman diende onder het alias A. Leslye bij de Canadian Infantry.

### Gefusilleerde militair
- Leopold Delisle, soldaat bij de Canadian Infantry werd op 21 mei 1918 wegens desertie gefusilleerd. Hij was 25 jaar.[1]